# Золота дзиґа (1-ша церемонія вручення)
1-ша церемонія вручення нагород національної кінопремії «Золота дзиґа» Української кіноакадемії за професійні досягнення у розвитку українського кіно за 2016 рік відбулася 20 квітня 2017 року в готелі Fairmont Grand Hotel Kyiv у Києві. Ведучим церемонії виступив шоумен та телеведучий Олександр Скічко. Польський кінорежисер Кшиштоф Зануссі був почесним гостем церемонії вручення нагород Першої національної кінопремії.

## Перебіг церемонії
Про дату проведення першого вручення кінопремії Золота дзиґа було оголошено 20 лютого 2017 року на прес-конференції в київському кінотеатрі «Оскар» з нагоди заснування Української кіноакадемії і Національної кінопремії.
3 квітня 2017 року правління Української кіноакадемії оголосило «короткий список» (short-list) номінантів на першу національну кінопремію. З 76 українських фільмів поданих до кіноакадемії, було відібрано 17 кращих кінострічок. Лідерами за кількістю номінацій у списку стали фільми «Гніздо горлиці» Тараса Ткаченка (8 номінацій), «Моя бабуся Фані Каплан» Альони Дем'яненко (7 номінацій) і короткометражний стрічка «Кров'янка» Аркадія Непиталюка (6 номінацій). Лідером за кількістю отриманих нагород (6) стала стрічка Тараса Ткаченка «Гніздо горлиці».
Премію за внесок у розвиток українського кінематографа отримала народна артистка України Лариса Кадочникова. Рішення щодо переможця у цій номінації прийняло керівництво Національної спілки кінематографістів України. Премію вручили кінознавець Сергій Тримбач і міністр культури України Євген Нищук.

## Статистика
Статистика номінованих фільмів, що потрапили у «короткий список»:
| Тип                    | Назва фільму             | Номінації | Перемоги |
| ---------------------- | ------------------------ | --------- | -------- |
| Повнометражний фільм   | Гніздо горлиці           | 8         | 6        |
| Повнометражний фільм   | Моя бабуся Фані Каплан   | 7         | 2        |
| Короткометражний фільм | Кров'янка                | 6         | 1        |
| Документальний фільм   | Жива ватра               | 3         | 2        |
| Повнометражний фільм   | Слуга народу 2           | 3         | —        |
| Повнометражний фільм   | Тепер я буду любити тебе | 3         | —        |
| Повнометражний фільм   | Полон                    | 2         | —        |
| Короткометражний фільм | Ґолден лав               | 2         | —        |
| Документальний фільм   | Головна роль             | 2         | 1        |
| Короткометражний фільм | Цвях                     | 2         | —        |
| Анімаційний фільм      | Кобзар 2015              | 1         | —        |
| Документальний фільм   | Десять секунд            | 1         | —        |
| Документальний фільм   | Рідні                    | 1         | —        |
| Документальний фільм   | Українські шерифи        | 1         | —        |
| Анімаційний фільм      | Лахмітко                 | 1         | —        |
| Анімаційний фільм      | Мишко та Місячна Дзвінка | 1         | —        |
| Анімаційний фільм      | Микита Кожум'яка         | 1         | 1        |

## Список лауреатів та номінантів
★Переможців виділено окремим кольором.

### Основні категорії
| Категорії                                     | Лауреати та номінанти | Лауреати та номінанти                                                 | Лауреати та номінанти                              |
| --------------------------------------------- | --- | --------------------------------------------------------------------- | -------------------------------------------------- |
| Найкращий фільм                               | ★ «Гніздо горлиці» (режисер Тарас Ткаченко) | ★ «Гніздо горлиці» (режисер Тарас Ткаченко)                           | ★ «Гніздо горлиці» (режисер Тарас Ткаченко)        |
| Найкращий фільм                               | • «Моя бабуся Фані Каплан» (реж. Олена Дем'яненко) |                                                                       |                                                    |
| Найкращий фільм                               | • «Слуга народу 2» (реж. Олексій Кирющенко) |                                                                       |                                                    |
| Найкращий фільм                               | • «Тепер я буду любити тебе» (реж. Роман Ширман) |                                                                       |                                                    |
| Найкращий режисер (премія імені Юрія Іллєнка) | | ★ Тарас Ткаченко — «Гніздо горлиці»                                   | ★ Тарас Ткаченко — «Гніздо горлиці»                |
| Найкращий режисер (премія імені Юрія Іллєнка) | • Олена Дем'яненко — «Моя бабуся Фані Каплан» |                                                                       |                                                    |
| Найкращий режисер (премія імені Юрія Іллєнка) | • Анатолій Матешко — «Полон» |                                                                       |                                                    |
| Найкращий актор                               | | ★ Віталій Лінецький (посмертно) — «Гніздо горлиці»                    | ★ Віталій Лінецький (посмертно) — «Гніздо горлиці» |
| Найкращий актор                               | • Володимир Зеленський — «Слуга народу 2» |                                                                       |                                                    |
| Найкращий актор                               | • Олег Треповський — «Ґолден лав» |                                                                       |                                                    |
| Найкраща акторка                              | | ★ Римма Зюбіна — «Гніздо горлиці»                                     | ★ Римма Зюбіна — «Гніздо горлиці»                  |
| Найкраща акторка                              | • Катерина Молчанова — «Моя бабуся Фані Каплан» |                                                                       |                                                    |
| Найкраща акторка                              | • Марія Свіжінська — «Кров'янка» |                                                                       |                                                    |
| Найкращий актор другого плану                 | | ★ Микола Боклан — «Гніздо горлиці»                                    | ★ Микола Боклан — «Гніздо горлиці»                 |
| Найкращий актор другого плану                 | • Євген Кошовий — «Слуга народу 2» |                                                                       |                                                    |
| Найкращий актор другого плану                 | • Захарій Новицький — «Кров'янка» |                                                                       |                                                    |
| Найкраща акторка другого плану                | | ★ Наталія Васько — «Гніздо горлиці»                                   | ★ Наталія Васько — «Гніздо горлиці»                |
| Найкраща акторка другого плану                | • Валентина Заболотна (посмертно) — «Цвях» |                                                                       |                                                    |
| Найкраща акторка другого плану                | • Колектив «дівчат-каторжанок» (Марина Кукліна-Май, Ганна Донченко, Ірина Цілик, Вікторія Трофіменко, Оксана та Марина Артеменко, Ярослава Беззабава, Олена Тополь, Дарина Римарєва, Катерина Некрасова) — «Моя бабуся Фані Каплан» |                                                                       |                                                    |
| Найкраща акторка другого плану                | • Дар'я Полуніна — «Кров'янка» |                                                                       |                                                    |
| Найкращий оператор-постановник                | | ★ Микита Кузьменко, Олександр Поздняков — «Жива ватра»                |                                                    |
| Найкращий оператор-постановник                | • Ярослав Пілунський — «Кров'янка» |                                                                       |                                                    |
| Найкращий оператор-постановник                | • Анатолій Химич — «Головна роль» |                                                                       |                                                    |
| Найкращий оператор-постановник                | • Олексій Цвєлодуб — «Полон» |                                                                       |                                                    |
| Найкращий художник-постановник                | | ★Олександр Батенєв та Сергій Бржестовський — «Моя бабуся Фані Каплан» |                                                    |
| Найкращий художник-постановник                | • Ігор Філіппов — «Гніздо горлиці» |                                                                       |                                                    |
| Найкращий художник-постановник                | • Марія Шуб — «Тепер я буду любити тебе» |                                                                       |                                                    |
| Найкращий сценарист                           | | ★ Олена Дем'яненко, Дмитро Томашпольський — «Моя бабуся Фані Каплан»  |                                                    |
| Найкращий сценарист                           | • Аркадій Непиталюк — «Кров'янка» |                                                                       |                                                    |
| Найкращий сценарист                           | • Тарас Ткаченко — «Гніздо горлиці» |                                                                       |                                                    |
| Найкращий сценарист                           | • Роман Ширман — «Тепер я буду любити тебе» |                                                                       |                                                    |
| Найкращий композитор                          | | ★ Алла Загайкевич — «Жива ватра»                                      | ★ Алла Загайкевич — «Жива ватра»                   |
| Найкращий композитор                          | • Антон Байбаков — «Кобзар 2015» |                                                                       |                                                    |
| Найкращий композитор                          | • Тимур Полянський — «Моя бабуся Фані Каплан» |                                                                       |                                                    |
| Найкращий документальний фільм                | ★ «Головна роль» (режисер Сергій Буковський) | ★ «Головна роль» (режисер Сергій Буковський)                          | ★ «Головна роль» (режисер Сергій Буковський)       |
| Найкращий документальний фільм                | • «Десять секунд» (реж. Юлія Гонтарук) |                                                                       |                                                    |
| Найкращий документальний фільм                | • «Жива ватра» (реж. Остап Костюк) |                                                                       |                                                    |
| Найкращий документальний фільм                | • «Рідні» (реж. Віталій Манський) |                                                                       |                                                    |
| Найкращий документальний фільм                | • «Українські шерифи» (реж. Роман Бондарчук) |                                                                       |                                                    |
| Найкращий анімаційний фільм                   | ★ «Микита Кожум'яка» (реж. Манук Депоян) | ★ «Микита Кожум'яка» (реж. Манук Депоян)                              | ★ «Микита Кожум'яка» (реж. Манук Депоян)           |
| Найкращий анімаційний фільм                   | • «Лахмітко» (режисер Олег Педан) |                                                                       |                                                    |
| Найкращий анімаційний фільм                   | • «Мишко та Місячна Дзвінка» (реж. Людмила Ткачикова) |                                                                       |                                                    |
| Найкращий ігровий короткометражний фільм      | ★ «Кров'янка» (реж. Аркадій Непиталюк) | ★ «Кров'янка» (реж. Аркадій Непиталюк)                                | ★ «Кров'янка» (реж. Аркадій Непиталюк)             |
| Найкращий ігровий короткометражний фільм      | • «Ґолден лав» (режисер Павло Остріков) |                                                                       |                                                    |
| Найкращий ігровий короткометражний фільм      | • «Цвях» (реж. Філіп Сотниченко) |                                                                       |                                                    |

### Спеціальні нагороди
| Нагорода                                                | Лауреати | Лауреати             |                      |
| ------------------------------------------------------- | -------- | -------------------- | -------------------- |
| Премією за внесок у розвиток українського кінематографа |          | ★ Лариса Кадочникова | ★ Лариса Кадочникова |